# アメリカ食品医薬品局
アメリカ食品医薬品局（アメリカしょくひんいやくひんきょく、英語: Food and Drug Administration、略称: FDA）は、アメリカ合衆国保健福祉省（Department of Health and Human Services, HHS）配下の政府機関。連邦食品・医薬品・化粧品法を根拠とし、医療品規制、食の安全を責務とする。
FDAは食品や医薬品、さらに化粧品、医療機器、動物薬、たばこ、玩具など、消費者が通常の生活を行うに当たって接する機会のある製品について、その許可や違反品の取締りなどの行政を専門的に行う。
食品については、所轄行政官庁が厚生労働省以外にも複数の官庁（農林水産省、経済産業省など）に渡る日本と異なり、FDAで一元的に管理しているとされる。しかし、食肉や鶏卵の衛生管理は農務省が所管しているなど、日本では厚生労働省が行っている業務の一部は他の官庁が実施している。日本の食品行政について、マスメディアで識者が指摘することの多い、日本の複数官庁にまたがる縦割り行政の問題を論ずる際の一つの比較例として、このFDAが良く引き合いに出されるが、この指摘は必ずしも正しくない。
2016年現在、FDAでは天然の大麻や、THCを含む製品を承認していない。理由として、安全性及び有効性が確認されたことがないからとしている。

## 責務
FDAは公式サイト上に自らの使命(FDA's mission statement)を公表し、その目的と行政的権限の及ぶ範囲を宣言している。宣言文の日本語仮訳は以下のとおり。
| 「 | 医薬品および動物用医薬品、生物学的製剤、医療機器、国内の食糧供給、化粧品、そして電磁波を放出するような製品の安全性と有効性を保証することによって国民の健康を守ることが、FDAの責務である。加えて、医薬品や食品をより効果的に、安全に、そしてより安価にするための技術革新を加速させることによって国民の健康を増進すること、そして国民が自らの健康を増進するために必要な医薬品や食料に関する正しい、科学に立脚した情報を国民に与えることもまた、FDAの責務である。 | 」 |

医薬品は規制物質法に基づき、スケジュールIからVのカテゴリーに区別して規制される。

## 予算
FDAの2005年度予算は18億4461万ドルで、約2000億円に相当する。アメリカの国家予算はおよそ8000億ドルのため0.2％程度だが、特徴的なのはFDAの予算の18億ドルのうちの3億ドル以上がユーザーズフィーという方式によって、FDAが承認審査する先の企業から回収されているということである。FDAの予算規模は90年代以降は増加し続けており、15年前のおよそ4倍にまで膨れ上がっている。

## 歴史

### 1906年 ワイリー法

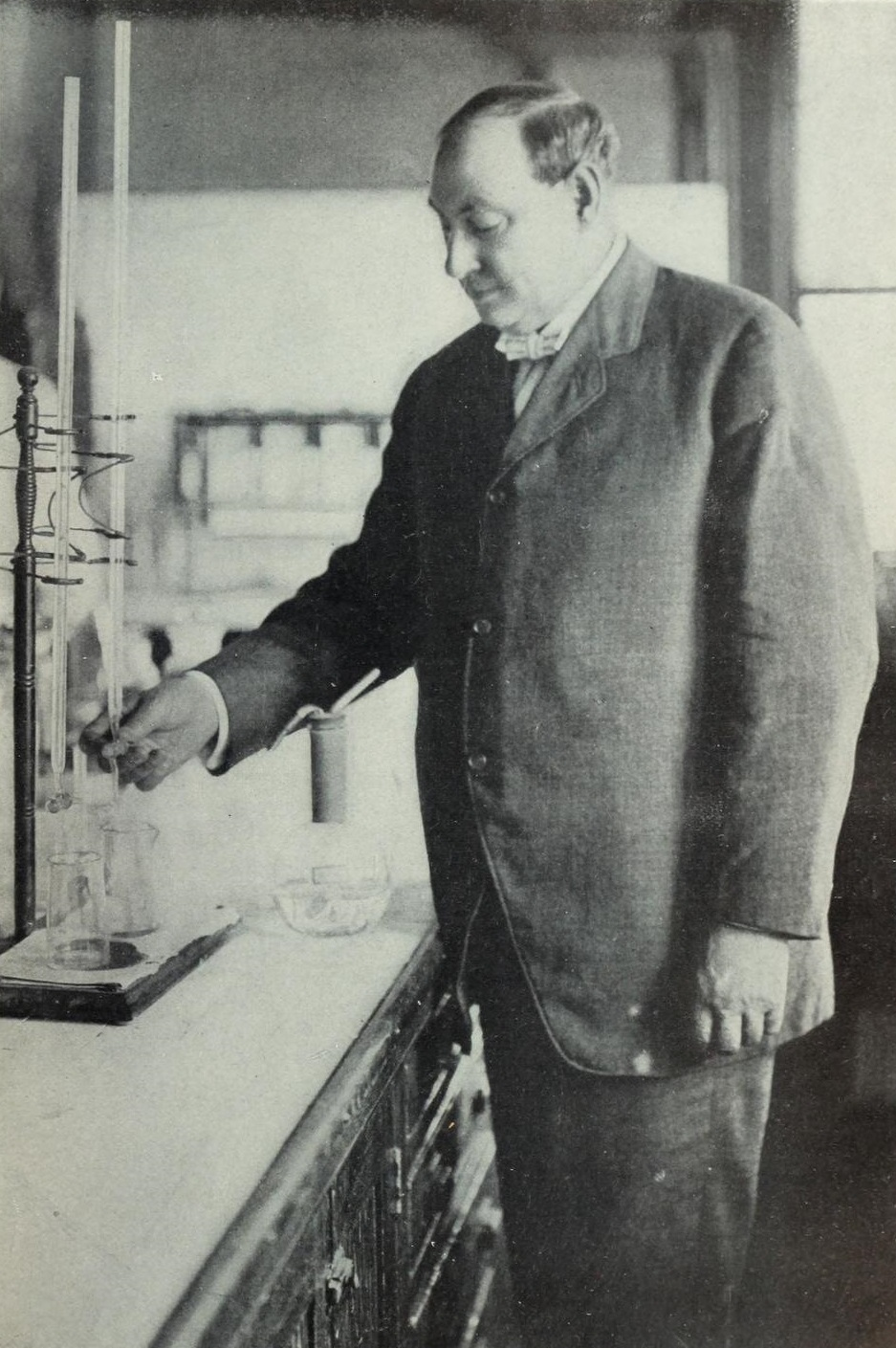
ハービー・W・ワイリー

- 現代FDAの起源を語る時、1906年の連邦食品・医薬品法(Federal Food and Drugs Act)の議会の通過の時点は最も重要な時点の一つであろう。この法律の意図は州間で流通する食品や医薬品の監視を行い、没収や処罰を含めた権限を農務省に与えることであり、この法律によって初めて無秩序に流通していた粗悪な食品や医薬品に対して連邦政府は全般的な権限を与えられたのである。
- この法律の制定に当たって尽力したのがFDAの前身ともいえる農務省化学局(The Bureau of Chemistry)の当時の局長であったハービー・ワシントン・ワイリー博士である。彼の功績を評価してこの法律はワイリー法と呼ばれている。
- またこの法律の通過に影響を与えたといわれるのが社会派作家アプトン・シンクレアの著書『ジャングル』であった。この著書でシンクレアは、当時の食品や医薬品流通の現実を告発した。

### 1938年 連邦食品・医薬品・化粧品法
- 1927年には農務省化学局は食品・医薬品・農薬局(Food, Drug, and Insecticide Administration)と改称・昇格し、さらに1930年には現在の名前に改称された。
- エリキシール・スルファニルアミド事件
1937年、テネシー州にあった製薬会社S. E. マッセンギル社が抗菌剤シロップとして「エリキシール・スルファニルアミド」を市販、本剤に含まれていた腎毒性のあるジエチレングリコールによる中毒で、児童を中心に100名を越す死者を出すという事件が起こった。この事件は1906年法の欠点の一つを浮き彫りに、法改正への大きなきっかけとなった。
- 連邦食品・医薬品・化粧品法の目的は1906年法を補って新しい科学技術を行政に応用することを目指すことにあり、具体的にはたとえば市販前の安全性試験を業者に義務付け、製造業者の責任を明らかにするとともに消費者保護の視点を設けた点が新しい。以下がこの法律において新たに設定された概念である。
  - 適用範囲を化粧品や医療機器までに拡大
  - 新しい医薬品に関して、上市前に安全性試験を義務付けた
  - 表示が偽りであることを証明しなければ業者を追及できないとしたシャーリー改正法の条項の削除
  - 摂取不可避な毒性物質に対する許容量の設定
  - 食品の同一性、品質、内容量に関する規格基準の設定
  - 立ち入り検査
  - 裁判所による禁止命令

### 1940年代から1950年代
- 1940年：FDAは農務省から新設の「連邦安全保障庁(Federal Security Agency)」へと移管された。初代FDA長官(Commissioner of Food and Drugs)にはウォルター・G・キャンベルが就任した。
- 1941年：インスリン改正法(Insulin Amendment)
インスリン製剤がFDAによってその純度や力価が検定されるいわゆる国家検定品目となった。
- 1944年：公衆保険法(Public Health Service Act)
生物学的製剤に関する規定と伝染病のコントロールを含む広範な国民の保険に関する法律が制定。
- 1945年：ペニシリン改正法(Penicillin Amendment)
ペニシリン製剤が国家検定品目となる。この後、一旦すべての抗生物質が国家検定品目となったが、1983年にはそのすべてが除外されている。
- 1948年：ミラー改正法(Miller Amendment)
  - 連邦食品・医薬品・化粧品法が、手段を問わず州間を移動して消費者に届いた対象製品に関してはすべて適用されることを確認した。
- 1951年：デュラム・ハンフリー改正法(Durham-Humphrey Amendment)
処方箋薬の範囲を明確化した。
- 1953年：工場査察改正法(Factory Inspection Amendment)
FDAに対し工場査察をする際には工場に査察と標本の採取を行う旨の通達をすることを義務付けた。これによって、FDAは連絡さえすればいつでも査察を行うことが出来ることが確認された。
- 1953年：FDAは新設の保健教育福祉省(Department of Health, Education, and Welfare)付けとなる。
- 1954年：農薬改正法(Miller Pesticide Amendment)
農作物の残留農薬の安全域とその概念を設定した。
- 1958年：食品添加物改正法(Food Additives Amendment)
食品添加物の安全性と有効性の証明を製造業者に求め、FDAの認可を使用の条件とする。この改正法には添加物が癌原性があることがわかったものは安全とみなしてはならないといういわゆるデラニー条項(Delaney proviso)を含んでいた。
本改正法によって、GRAS物質[注釈 1]というカテゴリーが新たに設定された。しかし、のちにGRAS物質に含まれていたサッカリンやサイクラメートなどの人工甘味料にガン原性が疑われることとなり、GRAS物質はその安全性について再評価を余儀なくされる。

### 1960年代
- 1960年：色素添加物改正法(Color Additives Amendment)
食品、薬品や化粧品への色素添加物の安全性の確立を製造業者に求めた。デラニー条項はここでも人あるいは動物に対してがん原性があることが判明した色素添加物の使用を禁止した。
- 1962年：睡眠薬サリドマイドに催奇形性があることが判明、東欧では1,000人以上の新生児に特有のアザラシ症を発症した。FDA審査官のフランシス・ケルシー博士の活動によって、米国内でも医薬品に関する規制を強化すべきであるという世論が高まった。
- 1962年：キーフォーバー・ハリス医薬品改正法(Kefauver-Harris Drug Amendments)
サリドマイド事件やケネディー大統領の議会教書における消費者の権利の宣言(Consumer Bill of Rights)のように、医薬品行政における規制の強化に関する世論は成熟していた。
本改正法の要点は以下のような点である。

1. 医薬品GMPの確立　医薬品の製造、加工、個別包装、保管において製造業者が遵守しなければならない内容を明確化
2. 臨床試験におけるインフォームドコンセントを義務化
3. 医薬品製造業者に対してその副作用の迅速な報告を義務化
4. 医薬品製造業者に対してその医薬品の有効性の証明を新たに義務化
5. 臨床試験開始に当たって医薬品製造業者はFDAに対してそのことを報告し、許可を得なくてはならない

## 組織
FDAは現在(2005.1.15)は、米国｢保健・福祉省｣(Department of Health and Human Services; DHHS)に属する連邦政府機関であり、下記の6つのセンターと2つの事務局によって構成されている。FDAは組織の改変が非常に頻繁に行われて来ており、ここで現在と但し書きをしておくことは重要である。
生物学的製剤評価研究センター Center for Biologics Evaluation and Research (CBER)
ワクチン、細胞置換療法(輸血)や動物由来組織片移植などの生物学的製剤が市場に出る前の門番の役割を果たしているのが、このCBERに当たる。
- CBERでは合成化合物よりも複雑であるとされる生物学的製剤に関する統制を行っている。それには以下のものが含まれる。
  - 血液製剤、血液由来成分によるもの、供血者の検査方法や血液製剤の製造デバイスなど
  - ワクチンを含むアレルゲンとなりうるような製剤
  - モノクローナル抗体製剤、抗癌サイトカイン製剤、抗心不全酵素製剤などの蛋白製剤
- CBERではこれ以外の最先端の生物学的製剤の薬効・毒性の評価をも行ってゆく。また、バイオテロに関する対応でもこのセンターは重要な役割を担っている。

医療機器・放射線保健センター Center for Devices and Radiological Health (CDRH)
- CDRHでは新規の医療機器が市場に参入する前にそれが安全で有効であることを確認している。新規の医療機器の多くは以前には全く存在しなかったようなものである。多彩な手術器具を用いて、極めて精巧な手術を再現できるようなロボットや癌、心臓病、視覚や聴覚の異常などを防ぎ、診断し、又は治療するようなものなどがどんどん開発されている。
- CDRHではさらに国内におけるこれらの製品の市販後の調査も行っている。
- 加えてCDRHでは、電磁波を放出するような一般機器(電子レンジや携帯電話など)が安全基準を満たしているかどうかも保証している。

医薬品評価研究センター Center for Drug Evaluation and Research (CDER)
- CDERではすべての処方箋薬とOTC薬(over the counter;処方箋がなくとも購入できる薬)が安全かつ効果的である事を保証するために、新たに市場に入ってくる薬について評価し、また既に上市されている薬についても最高水準の市販後調査を行っている。またCDERではテレビ、ラジオ、印刷媒体を定期的に調査し、医薬品の広告が正しく適切になされていることを確認しているだけでなく、医療関係者や消費者が安全に適切に医薬品を使用できるように情報提供を行っている。

食品安全・応用栄養センター Center for Food Safety and Applied Nutrition (CFSAN)
- CFSANは食品一般に関する安全性を追求することによって国民の健康に資することを目的とする。
  - 肉と卵を除いて、全米で消費される食物の80％がCFSANの管轄下にあり、これは2,400億ドルに相当する。加えて米国では肉と卵以外に150億ドルもの食料を世界から輸入している。
  - 米国の食品の安全性は世界最高水準にあるにもかかわらず、食品由来の疾病は毎年7,600万人を襲い、年間5,000人もの死者を出している。CFSANはこの数字を縮小させるべく腐心しており、その成果の一つがHACCP(Hazard Analysis and Critical Control Point;危害要因分析必須管理点方式;今や食品衛生のグローバルスタンダードとなった感がある管理方式で1960年代にアメリカで開発された)システムである。CFSANは微生物学的な食品汚染の研究によって米国の食品由来疾病に関して確実な効果を収めて来ている。
  - CFSANの重要な使命として、食品を介した生物テロの防止がある。2001年9月以来FDAはその体制をなお一層強化している。
  - また、遺伝子組み替え食品の安全性についてもCFSANは評価している。FDAは遺伝子組み換え食品の安全性について十分に研究し、抗原性がないこと、食品中に毒素が増えていないこと、許可されていないような食品添加物がないこと、重要な栄養素は減少していないことを挙げ、すなわちこれらの遺伝子組み換え食品はその組み換え以前の食品と比べても安全で遜色のない完全な食品であると言うことを主張している。

動物用医薬品センター Center for Veterinary Medicine (CVM)
- 第一にCVMは乳肉卵の安全を追求することによって米国の消費者に資している。
- 第二にはCVMは全米に1億以上いるといわれている伴侶動物の薬の安全性と有効性を評価している。300近い動物薬がFDAによって承認されている。
- CVMには二つの最優先事項がある
  - “狂牛病”BSE(bovine spongiform encephalopathy;牛海綿状脳症)の防除
  - 乳肉卵への抗生物質の残留から来るリスクの低減

国立毒性研究センター National Center for Toxicological Research (NCTR)
NCTRの使命は、FDAが自らの管轄下にあるような製品について、何らかの基準を設けるために必要であるような、または将来的に必要となるであろう科学的な研究成果を、相互的評価（peer-review)の見地で、提供することである。これには毒性の生理学的メカニズムを解明することを目的とするような基礎研究、応用研究が含まれる。これらの研究は毒性の発現に関する重要な生物学的知見や、人に関する暴露・感受性・リスクの評価の方法の発展を目指したものとなる。
コミッショナー事務局 Office of the Commissioner (OC)
コミッショナー事務局（長官事務局とも）は、コミッショナー事務局本部を中心に、下部団体として長官顧問部、法務部、政策企画部、渉外部、最高研究者部、女性保健部、マイノリティ保健部の７つの部局から成り立つ。
統制問題事務局 Office of Regulatory Affairs (ORA)